# 세계의 조화

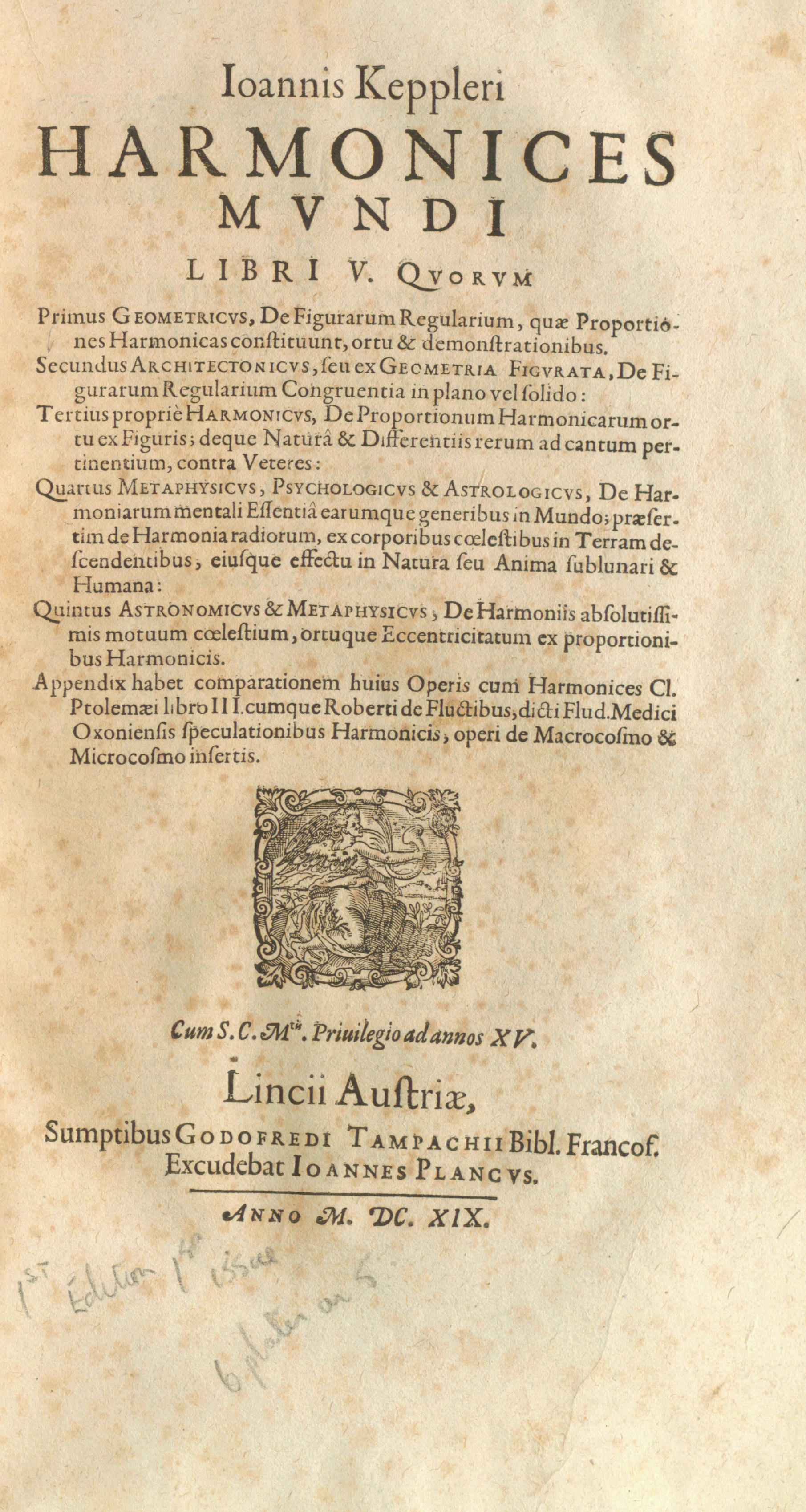
1619년 초판.

《세계의 조화》(라틴어: Harmonices Mundi), 1619년)은 요하네스 케플러의 책이다. 이 저작에서 케플러는 기하학적 형태와 물리적 현상에서의 화음과 조화에 대해 논하였다. 이 책의 마지막 부분에 행성운동법칙의 3번째 법칙의 발견이 나와 있다.

## 같이 보기
- 피타고라스 학파